# Sindangpakuon
Sindangpakuon is een bestuurslaag in het regentschap Sumedang van de provincie West-Java, Indonesië. Sindangpakuon telt 8958 inwoners (volkstelling 2010).